# ChemSpider
ChemSpider är en fri databas över kemiska föreningar som ägs och underhålls av den brittiska Royal Society of Chemistry sedan maj 2009. Databasen innehåller information om över 32 miljoner unika föreningar från ungefär 500 källor som exempelvis U.S. Food and Drug Administration, KEGG, MeSH, National Institutes of Health, NIST och Structural Genomics Consortium.